# Madrazo

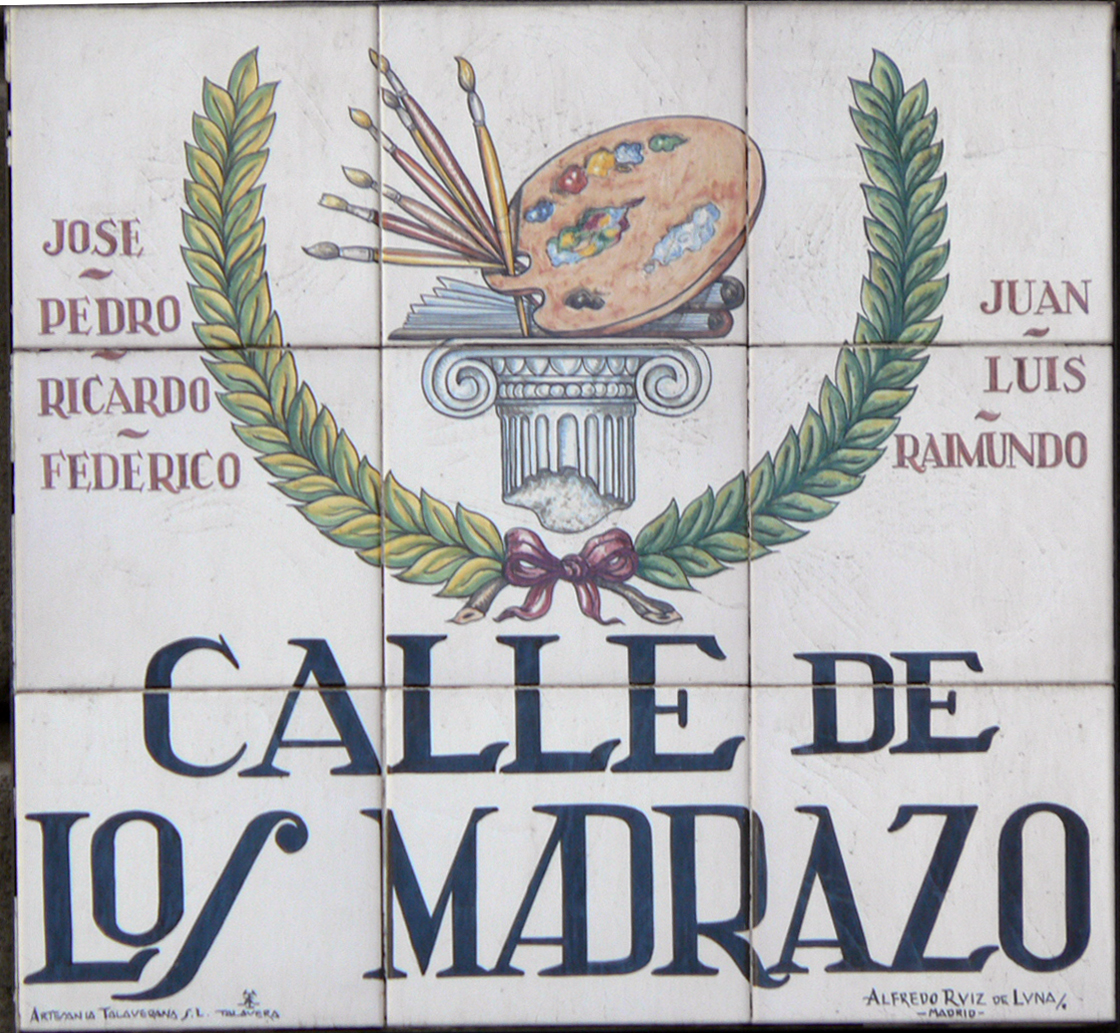
Calle de los Madrazo a Madrid
piastrelle realizzate da Alfredo Ruiz de Luna

Quella dei Madrazo è stata una famiglia spagnola che con i suoi pittori, accademici, letterati ha dominato la scena artistica e culturale del XIX secolo non solo in Spagna ma anche in ambito internazionale.
Con José de Madrazo, pittore neoclassico, inizia l'ascesa artistica della famiglia, continuata dai figli Federico, Luis anch'essi pittori di successo, e da Pedro, distintosi come storico e critico d'arte.
Cecilia, figlia di Federico, sposò Marià Fortuny i Marsal, altro celebre pittore spagnolo, il cui figlio Mariano Fortuny de Madrazo si distinse come pittore, fotografo e designer. Carlotta, sorella di Federico de Madrazo sposò Eugenio de Ochoa y Montel (1815–1872, scrittore, critico e editore.
La terza generazione dei Madrazo è rappresentata dai figli di Federico: Raimundo e Ricardo, entrambi pittori di scene di genere e di ritratti.
Per due secoli, a partire dal 1803 anno in cui José de Madrazo giunse a Roma con una borsa di studio, tutti i membri della famiglia Madrazo furono intimamente e culturalmente legati alla capitale italiana e alla sua Accademia di Spagna sia per motivi professionali che familiari, essendo molti di loro non solo perfezionatisi artisticamente ma anche nati a Roma.
Madrid ha dedicato una strada ai Madrazo.

## Membri celebri
- José de Madrazo Agudo (1781-1859), pittore neoclassico, direttore del Museo del Prado
- Federico de Madrazo  (1815-1894), ritrattista, direttore del Museo del Prado
- Luis de Madrazo (1825-1897), pittore di temi storici e religiosi
- Pedro de Madrazo (1816-1898), pittore, storico e critico d'arte
- Raimundo de Madrazo (1841-1920), pittore di genere e ritrattista
- Ricardo de Madrazo (1852-1917),  pittore di genere e ritrattista
- Mariano Fortuny y Marsal (1838-1874), pittore, genero di Federico de Madrazo
- Mariano Fortuny y de Madrazo (1871-1949), pittore, fotografo e designer, figlio del precedente e nipote di Federico de Madrazo.
- Federico de Madrazo Ochoa (1874-1935), pittore, figlio di Raimundo de Madrazo y Kuntz

## Ritratti di famiglia

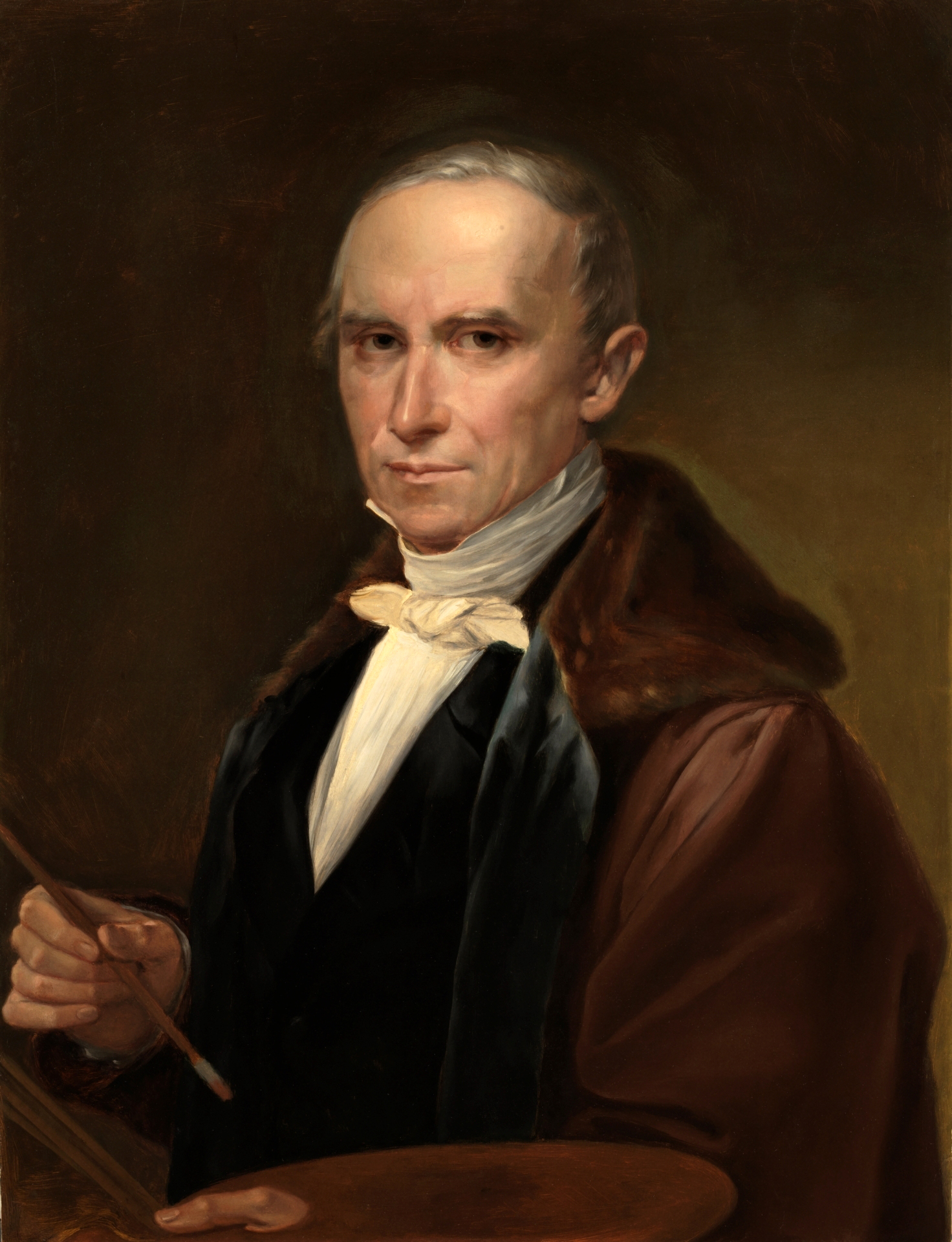
José de Madrazo Agudo
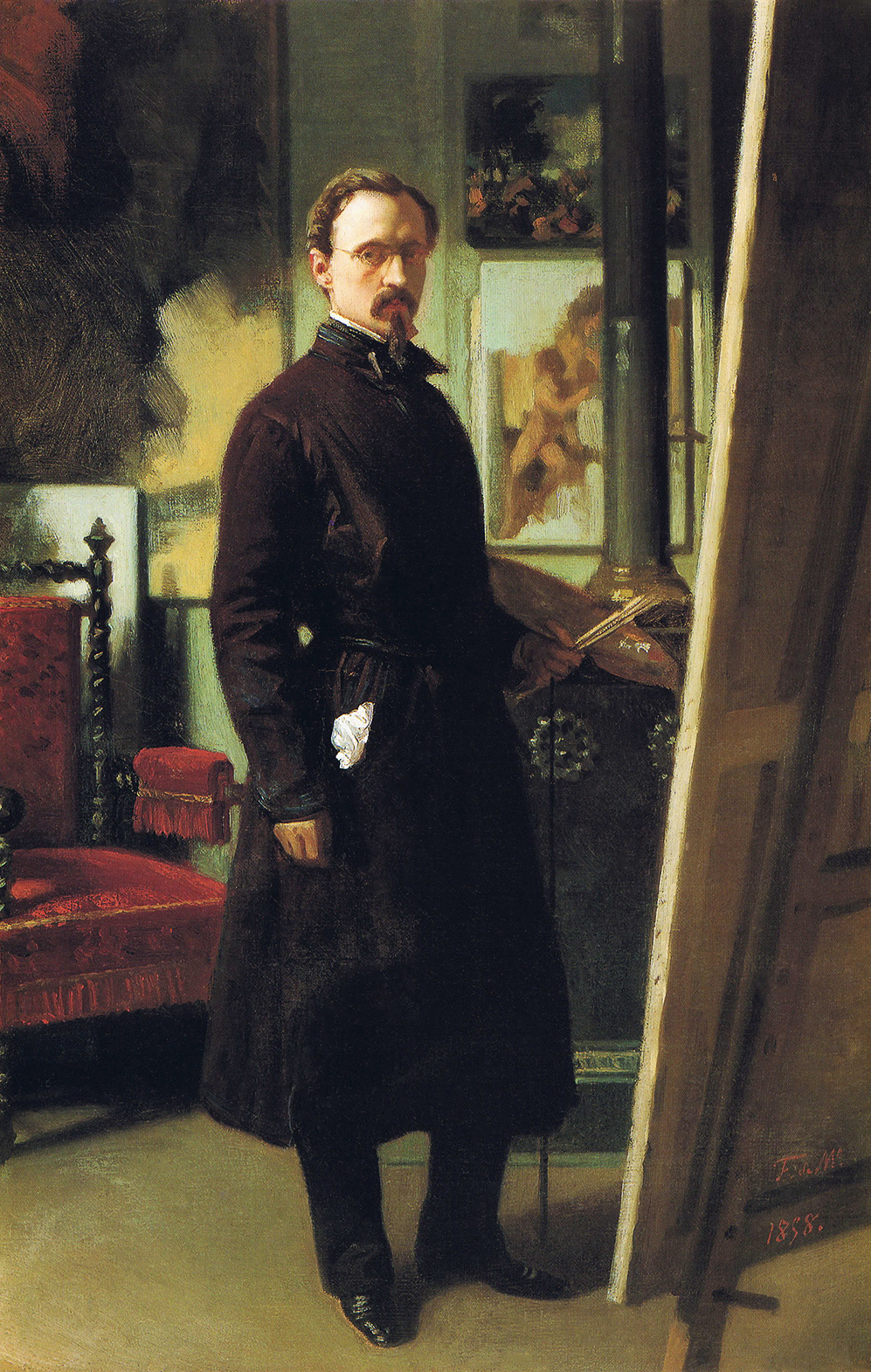
Federico de Madrazo Kuntz
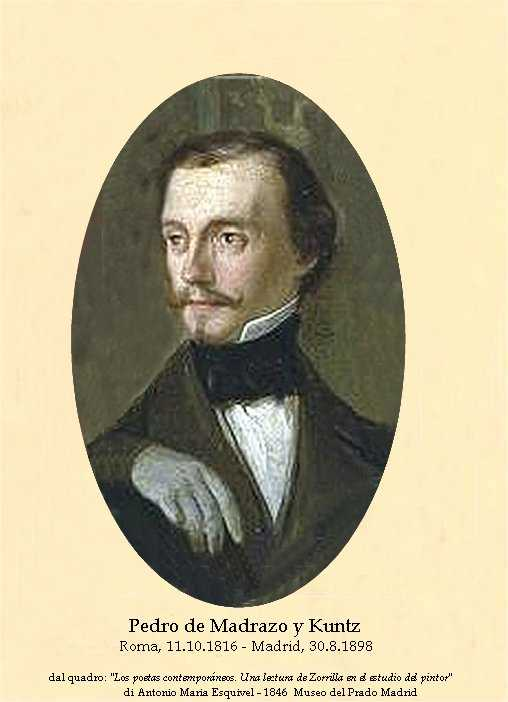
Pedro de Madrazo Kuntz
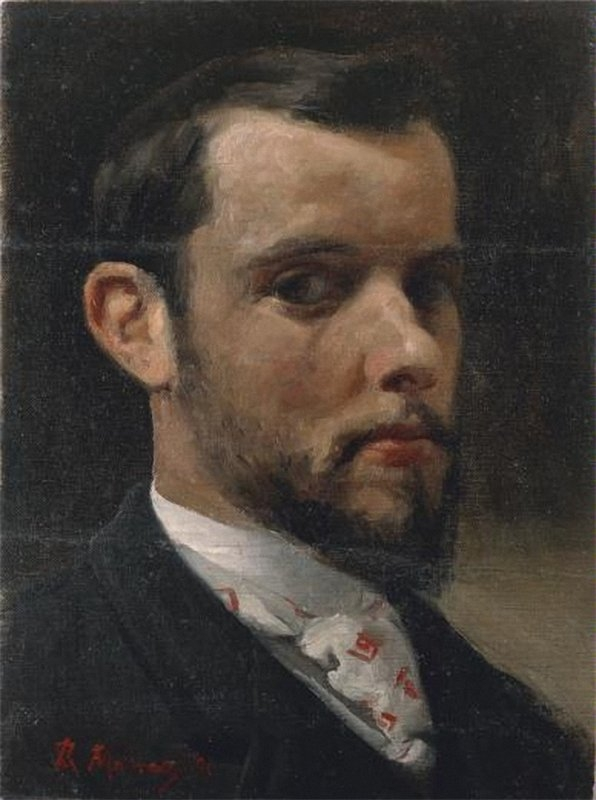
Raimundo de Madrazo Garreta
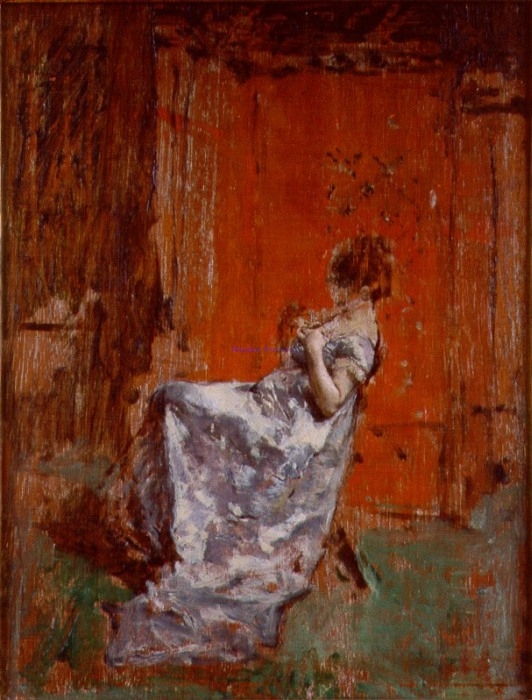
Cecilia de Madrazo Fortuny
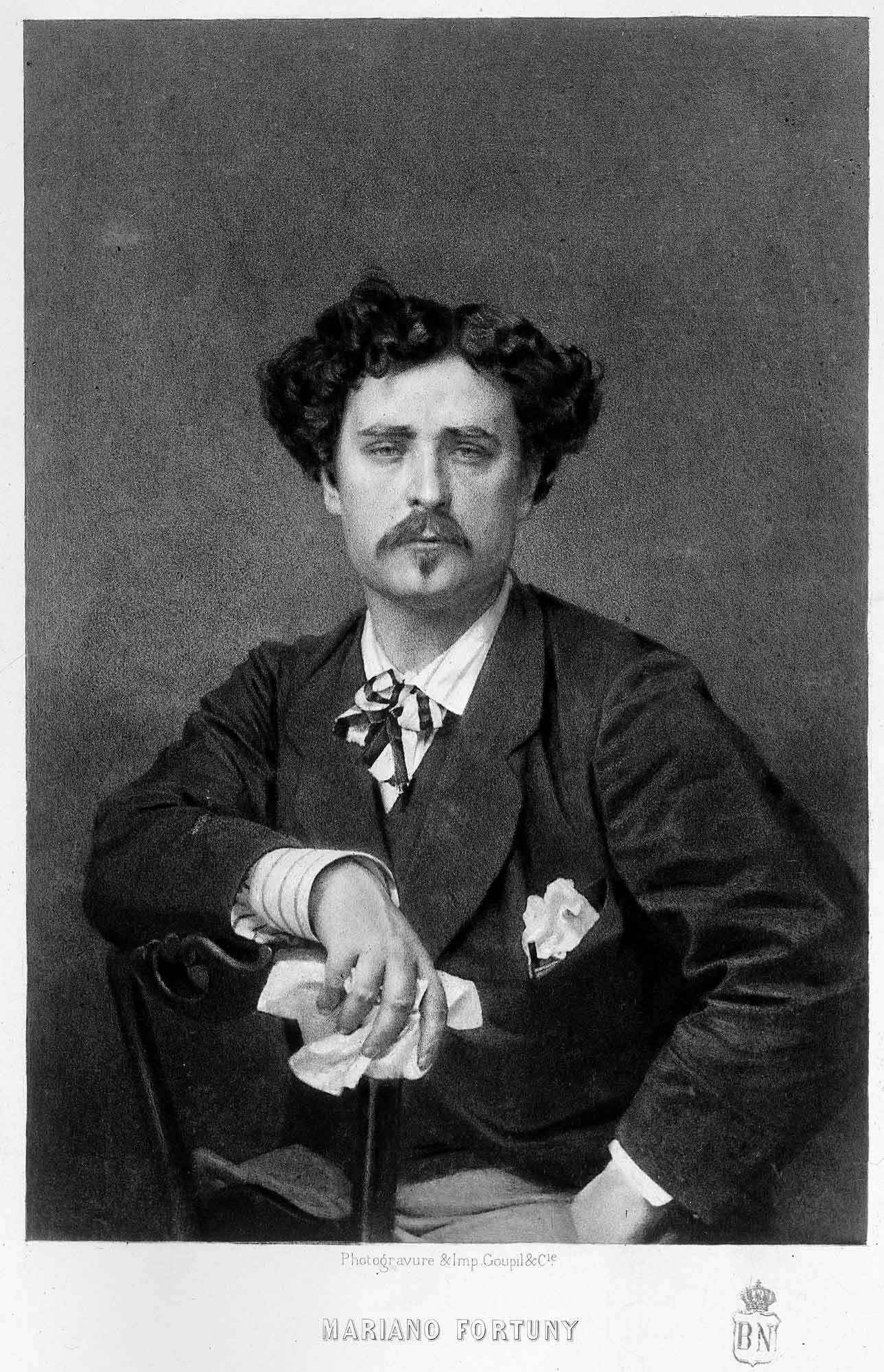
Mariano Fortuny Marsal, marito di Cecilia